# Agostino da Scarperia
Agostino da Scarperia (Scarperia, 1320 circa – fine del XIV secolo) è stato un religioso e teologo italiano.
Frate eremitano, nacque nella prima metà del XIV secolo, fu dottore della Sorbona ed uno dei primi teologi dello Studio Fiorentino
Scrisse un Volgarizzamento dei sermoni di Sant'Agostino  che è uno dei primi libri di prosa italiana e testo di lingua volgare; la traduzione in volgare del Libro del Soliloquio di S. Agostino; la traduzione in volgare della Scala dei Claustrali, o Scala di S. Agostino o del Paradiso.
Domenico Maria Manni, nelle Notizie intorno al traduttore dei Sermoni di S. Agostino scritte nell'edizione fiorentina del 1730, per carenza di documenti, confonde frate Agostino di Scarperia col maestro Agostino di Firenze, anch'egli agostiniano, che morì nel 1340.